# James McCombs
James McCombs, né le 9 décembre 1873 à Mohill dans le comté de Leitrim en Irlande et mort le 2 août 1933 à Christchurch en Nouvelle-Zélande, est un homme politique néo-zélandais. Il est brièvement le président fondateur du Parti travailliste de 1916 à 1917.

## Biographie
Fils de fermier, il est emmené vivre en Nouvelle-Zélande par ses parents à l'âge de 2 ans. Adolescent, il travaille comme assistant d'un drapier, emploi qu'il conservera jusqu'en 1907. Tout à la fin du XIXe siècle, il devient membre de l'Association libérale progressiste, groupe de campagne socialiste. Il y rencontre Elizabeth Reid Henderson, militante pour les droits des femmes et pour la prohibition. Il l'épouse en 1903, et le couple a deux enfants. 
Aux élections législatives de 1908, il se présente sans succès comme candidat libéral indépendant dans la circonscription de Christchurch-est. Il se présente à nouveau sans succès en 1911. En 1913, il est élu membre du conseil municipal de Christchurch. La même année, il est membre fondateur du Parti social-démocrate, puis est élu sous cette étiquette député de Lyttelton à la Chambre des représentants, à l'occasion d'une élection partielle. L'année 1913 étant celle de l'échec d'une grève de travailleurs portuaires, son élection « contribue à encourager le mouvement ouvrier à donner la priorité » à la participation au processus électoral plutôt qu'aux grèves. 
En 1915 les deux principaux partis politiques, le Parti libéral et le Parti réformiste, forment un gouvernement ensemble ; l'opposition parlementaire officielle est alors constituée des cinq députés du mouvement ouvrier, dont James McCombs. Ils prennent part à la création du Parti travailliste en 1916 ; McCombs participe à la rédaction de sa constitution et de son programme. Il est le président fondateur du parti durant un an. En 1919 il arrive à égalité avec Harry Holland lors de l'élection du chef du parti, et Holland remporte l'élection au tirage au sort qui les départage. McCombs est son vice-chef jusqu'en 1923. 
Réélu député en 1914, 1919 et 1922, McCombs s'exprime au Parlement avec « une forte conviction » et de manière répétée contre la conscription durant la guerre, pour la prohibition, et pour un système électoral de représentation proportionnelle. Surtout, et « davantage que ses collègues », il presse la Chambre avec insistence à adopter des mesures en faveur des droits des femmes : améliorer la formation et le salaire des infirmières, permettre aux femmes (qui disposent déjà du droit de vote depuis 1893) d'être élues députées, et d'être nommées juges de paix. Bon orateur, consciencieux, travailleur acharné et maîtrisant bien les procédures de la Chambre, il est nommé (sans succès) pour la présidence de celle-ci en 1923. 
Réélu député de Lyttelton en 1926, 1929 et 1931, il est l'un des députés travaillistes maîtrisant le mieux les questions de politique financière, et s'oppose à la politique de déflation menée par le gouvernement conservateur durant la Grande Dépression ; il prône la planification économique par l'État et la relance par l'injection de capitaux publics. En 1931, tout en demeurant député, il redevient membre du conseil municipal de Christchurch. La ville est gouvernée par les travaillistes, et il préside le comité financier du conseil. Il meurt en 1933, après une carrière parlementaire de vingt ans menée uniquement dans l'opposition. Sa veuve, Elizabeth McCombs, est élue députée de Lyttleton à sa succession, devenant la première femme à siéger à la Chambre des représentants et couronnant ainsi les efforts de son mari pour la représentation des femmes au Parlement. Leur fils Terry McCombs (en) sera brièvement ministre de l'Éducation à la fin des années 1940. 